# 北邦医薬
北邦医薬株式会社（ほくほういやく）は、石川県金沢市西念1-2-26に本社を置く、医薬品・臨床検査試薬・医療用機器を行う企業であった。現在は、アルフレッサ ホールディングスグループの「明祥」である。

## 概要
- 資本金 4500万円

## 営業所
金沢市・小松市・七尾市・福井市 

## 沿革
- 昭和20年12月24日「安藤薬品株式会社」設立
- 昭和53年「安藤薬品株式会社」が「北邦医薬株式会社」と商号変更
- 平成11年4月「井上誠昌堂」と11月に合併協議締結(この合併で、北陸地区でシェア第3位となる)
- 平成12年2月「井上誠昌堂」との合併白紙撤回
- 平成12年12月「カサマツ明希株式会社」と「北邦医薬株式会社」と合併し「明祥株式会社」と商号変更。
- 平成17年2月1日「アルフレッサ」に新潟県内の営業権を全面譲渡。
- 平成17年2月1日「アルフレッサ」の石川、福井両県における営業権をすべて譲受。
- 平成18年4月1日「アルフレッサホールディングス」と経営統合。

## 主な取引メーカー
- 武田薬品
- 山之内製薬
- 中外製薬
- 第一製薬
- 藤沢薬品